# San Diego Loyal Soccer Club
Il San Diego Loyal Soccer Club è stata una società calcistica professionistica statunitense con base a San Diego, in California, che disputò i propri incontri casalinghi presso il Torero Stadium, impianto da 6.000 posti a sedere.

## Storia
Il 20 giugno 2019 la United Soccer League approvò l'ingresso di una franchigia di San Diego nella USL Championship, la seconda serie del calcio statunitense. Tra i proprietari della società così come nell'organigramma del club figuravano sin da subito Warren Smith, già co-fondatore del Sacramento Republic e la leggenda del calcio americano Landon Donovan, nominati sin da subito rispettivamente presidente e vicepresidente esecutivo.
Il 14 novembre successivo, lo stesso Landon Donovan venne nominato il primo allenatore della storia della squadra. L'atteso esordio nella USL Championship avvenne il 7 marzo 2020 in occasione della partita interna contro il Las Vegas Lights, terminata poi in un pareggio per 1-1. La prima, storica rete del club fu siglata da Charlie Adams. Pochi giorni dopo, il 12 marzo, arrivò la prima vittoria della storia del San Diego Loyal, un successo per 2-1 ottenuto sul campo del Tacoma Defiance.
Il 25 settembre 2020 il San Diego Loyal annunciò di voler rinunciare al punto ottenuto sul campo del L.A. Galaxy II in segno di protesta per un insulto razzista ricevuto dal giocatore del club Elijah Martin dall'avversario Omar Ontiveros (poi squalificato per 7 partite e licenziato dai Galaxy) nonostante ciò non fosse permesso in base al regolamento della lega. Pochi giorni dopo, il 30 settembre, la squadra salì alla ribalta delle cronache nazionali ed internazionali abbandonando il terreno di gioco, e di conseguenza perdendo la partita a tavolino, durante un match contro il Phoenix Rising per protestare contro un insulto omofobo rivolto al difensore Collin Martin, dichiaratamente omosessuale, dall'attaccante avversario Junior Flemmings.
Il 24 ottobre 2023 il club cessa definitivamente le proprie attività.

## Colori e simboli

### Colori
I colori del club sono l'arancione e il verde.

### Simboli ufficiali

#### Stemma
Lo stemma del San Diego Loyal ha la forma di uno scudo, il cui colore verde fa riferimento al Pino Torrey, una specie di pino in via d'estinzione presente sulla costa settentrionale della California. Al suo interno sono presenti molteplici simboli che celebrano la città; nella parte alta dello stemma vengono riportate in bianco le iniziali societarie, su uno sfondo sfumato di varie tonalità d'arancione che richiamano l'iconico tramonto di San Diego, in basso sono rappresentate le onde dell'oceano Pacifico. All'interno della lettera A compaiono le lettere SC, iniziali di Soccer Club.

## Strutture

### Stadio
Il San Diego Loyal gioca le partite in casa al Torero Stadium, per il quale la società ha siglato un accordo della durata di tre anni, successivamente rinnovabile per altri quattro. Inaugurato nel 1961, l'impianto ospita, oltre alla franchigia USL, anche la squadra di calcio universitaria di San Diego e il San Diego Legion, società di rugby. Ha una capienza di 6 000 spettatori, potenzialmente espandibile a 8.000. In caso di grande successo di pubblico, il club ha reso noto di essere eventualmente interessato a condividere in futuro lo stadio dell'Università statale di San Diego, capace di contenere 35.000 spettatori.

## Società
Di seguito l'organigramma del San Diego Loyal aggiornato al 27 aprile 2020.
- Andrew Vassiliadis - Proprietario
- Warren Smith - Presidente
- Pete Thuresson - Vicepresidente commerciale

### Sponsor
Di seguito la cronologia degli sponsor tecnici del San Diego Loyal.
- 2020-2021 Adidas
- 2022-2023 Charly

#### Kit sponsor
- 2022 Rocket League
- 2023 BluePeak Credit Union

## Allenatori e presidenti
- 2020-2023  Warren Smith

Di seguito l'elenco cronologico degli allenatori del San Diego Loyal.
- 2019-2022  Landon Donovan
- 2022-2023  Nate Miller

## Statistiche e record

### Partecipazione ai campionati
| Livello | Competizione     | Partecipazioni | Debutto | Ultima stagione | Totale |
| ------- | ---------------- | -------------- | ------- | --------------- | ------ |
| 2º      | USL Championship | 2              | 2021    | 2021            | 2      |

## Tifoseria

### Storia
Il primo gruppo di tifoseria organizzata sono i Locals; un gruppo indipendente di tifosi che mantiene rapporti di lavoro e comunicazione con la società, con la quale collabora.